# Nenad Jovičić
Nenad Jovičić, filmski snemalec, * 19. februar 1922, Sarajevo, † 20. april 2006, Domžale.
Eden najvidnejših snemalcev nekdanje Jugoslavije. Avtor več dokumentarnih filmov. Snemal tudi z režiserjem Samom Peckinpahom.